# Elecciones presidenciales de Uzbekistán de 2000
Una elección presidencial atrasada se llevó a cabo en Uzbekistán el 9 de enero de 2000. Se retrasaron más de dos años luego de que las elecciones previstas para 1997 fueran canceladas por el presidente Islom Karimov. Karimov fue reelegido para un segundo mandato oficialmente con el 95.71% de los votos, de una participación del 95.1%, y con tan solo un candidato opositor, Abdulhafiz Jalolov. La oposición en el exilio afirmó que la elección fue un fraude masivo y que no había oposición real dentro del país.

## Resultados
| Candidato                | Partido                                         | Votos      | %    |
| ------------------------ | ----------------------------------------------- | ---------- | ---- |
| Islom Karimov            | Partido Democrático Popular de Uzbekistán       | 11.147.621 | 95.7 |
| Abdulhafiz Jalolov       | Partido Nacional Democrático del Autosacrificio | 505.161    | 4.3  |
| Votos en blanco/anulados | Votos en blanco/anulados                        | 470.417    | –    |
| Total                    | Total                                           | 12.123.199 | 100  |
| Fuente: Nohlen et al.    |                                                 |            |      |